# Друде фон дер Фер
Друде фон дер Фер (на норвежки: Drude von der Fehr) e норвежка учена, професор по сравнително литературознание в Университета в Осло.
Нейните научни интереси включват отношенията между литература и религия, хуманните болести и ословесяването им, Данте Алигиери, перформативността, съвременната драма.

## Друде фон дер Фер в България
Друде фон дер Фер участва в работата на Седмата международна ранноесенна школа по семиотика на Нов български университет (септември 2001), организирана от Югоизточноевропейския център за семиотични изследвания на НБУ.